# Genésio Arruda
Genésio Soares de Arruda (Campinas, 28 de maio de 1898 - Campinas, 2 de outubro de 1967) foi um cantor, compositor, radialista, cineasta e produtor de cinema brasileiro.

## Biografia
Sua carreira profissional teve início em 1923, atuando na peça O Caipira de Tinguá, na Companhia de Mário Freire. Fundou ao lado de Tom Bill, a Companhia Disparates Cômicos, apresentando-se em todo Brasil. Estreou no cinema em 1924, no filme Vocação Irresistível, sendo considerado um dos pioneiros na representação caipira em peças e filme, que mais tarde inspiraria Mazzaropi.
Dirigiu filmes como, Campeão de Futebol, com Otília Amorim e o cantor Paraguassu. Estrelou os filmes Acabaram-se os Otários e O Babão ao lado de Tom Bill.
Como radialista, atuou nas rádios Record e Bandeirantes.
Faleceu em 2 de outubro de 1967.

## Filmografia

### Cinema
| Ano  | Título                                       | Personagem              |
| ---- | -------------------------------------------- | ----------------------- |
| 1924 | Vocação Irresistível                         | Caipira                 |
| 1929 | Acabaram-se os Otários                       | Bentinho Samambaia      |
| 1929 | Uma Encrenca no Olimpo                       | —                       |
| 1929 | O Amor Não Traz Vantagens                    | —                       |
| 1930 | Lua de Mel                                   | —                       |
| 1930 | Canções Brasileiras                          | —                       |
| 1930 | Sobe o Armário                               | Amigo de Tom Bill       |
| 1930 | Minha Mulher Me Deixou                       | —                       |
| 1930 | Tom Bill Brigou Com a Namorada               | —                       |
| 1931 | O Babão                                      | Zé Babão                |
| 1931 | O Campeão de Futebol                         | Zezinho                 |
| 1933 | O Carnaval cantado de 1933 no Rio de Janeiro | Ele mesmo               |
| 1940 | Apuros do Genésio                            | Ele mesmo               |
| 1941 | O Dia é Nosso                                | Guarabira               |
| 1945 | Parafuso Fora do Lugar                       | Ele mesmo               |
| 1951 | O Mistério do Campo Santo                    | —                       |
| 1955 | Carnaval em Lá Maior                         | Caipira                 |
| 1960 | As Aventuras de Pedro Malasartes             | Homem que entra no saco |
| 1960 | Zé do Periquito                              | Maestro                 |
| 1961 | Tristeza do Jeca                             | Coronel Policarpo       |